# Carlos Muñoz
Carlos Eduardo Muñoz Remolina (ur. 8 września 1959 w San Luis Potosí) – meksykański piłkarz występujący na pozycji pomocnika.

## Kariera klubowa
W trakcie zawodowej kariery Muñoz reprezentował barwy zespołów Atlético Potosino oraz Tigres UANL.

## Kariera reprezentacyjna
W reprezentacji Meksyku Muñoz zadebiutował 25 października 1983 roku w wygranym 5:0 towarzyskim meczu z Salwadorem. W 1986 roku został powołany do kadry narodowej na Mistrzostwa Świata. Zagrał na nich w pojedynkach z Belgią (2:1), Paragwajem (1:1), Bułgarią (2:0) oraz RFN (0:0, 1:4 po rzutach karnych). Z tamtego turnieju Meksyk odpadł w ćwierćfinale. W 1991 roku Muñoz wziął udział w Złotym Pucharze CONCACAF, który Meksyk zakończył na 3. miejscu. W latach 1983–1991 w drużynie narodowej rozegrał w sumie 53 spotkania i zdobył 2 bramki.